# 瓦勒奈姆
瓦勒奈姆（法語：Wahlenheim，法語發音：[valənaim]）是法国下莱茵省的一个市镇，属于阿格诺-维桑堡区。

## 地理
瓦勒奈姆（48°45'50"N, 7°41'6"E）面积2.55 平方千米，位于法国大東部大區下莱茵省，该省份为法国大陆部分最东部的省份，是阿尔萨斯的一部分，今与上莱茵省组成了阿尔萨斯欧洲集体，其南至上莱茵省，西南接孚日省和默尔特-摩泽尔省，西接摩泽尔省，北与德国接壤。
与瓦勒奈姆接壤的市镇（或旧市镇、城区）包括：贝尔诺尔桑、巴岑多夫、奥克斯泰、莫默奈姆、罗泰尔桑。
瓦勒奈姆的时区为UTC+01:00、UTC+02:00（夏令时）。

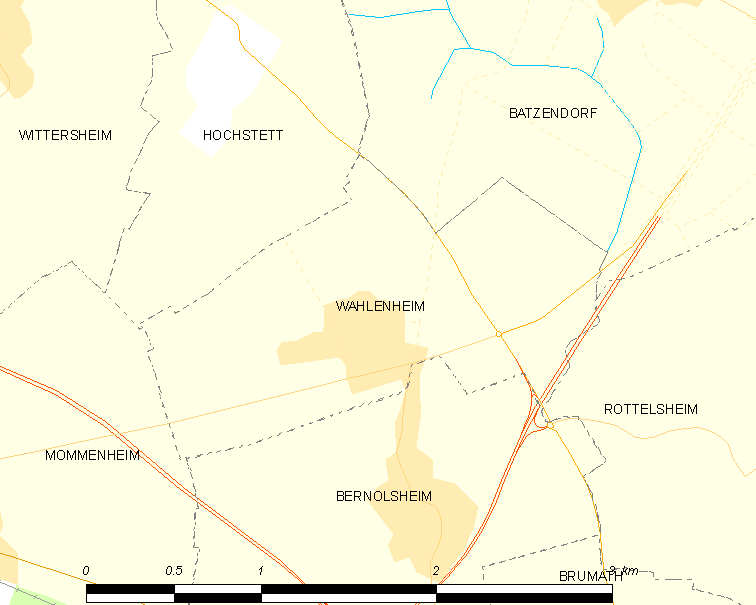
瓦勒奈姆的OSM定位图

## 行政
瓦勒奈姆的邮政编码为67170，INSEE市镇编码为67510。

## 政治
瓦勒奈姆所属的省级选区为阿格诺县。

## 人口

1962-2008年间瓦勒奈姆人口变化图示

瓦勒奈姆于2022年1月1日时的人口数量为609人。